# Трикала (округ)
Округ Трикала је округ у периферији Тесалији и истоименој историјској покрајини, у средишњем делу Грчке. Управно средиште округа је истоимени град Трикала, а значајан је и град Каламбака.
Округ Трикала је успостављен 2011. године на месту некадашње префектуре, која је имала исти назив, обухват и границе.

## Природне одлике
Округ Трикала је континентални округ Грчке. На северу се округ граничи са округом Гревена, на западу са окрузима Јањина и Арта, на југу са округом Кардица, на југу са округом Кардица и на истоку са Лариса
Најважнији део округа је југоисточни, низијски, Тесалијска равница (тзв. „Житница Грчке"), коју гради река Пинејос, а где се налази и град Трикала. Због тога јужни и источни део имају надморску висину од око 100 m. Низијски део се ка северу сужава у долину горњег тока Пинејоса. У западном и северном делу округа налази се планински масив Пинда. Западни део је шумовит, док је северни (планине Хасија и Антихасија) претежно у голетима. У крајњем северозападном делу ове области налази се највиши део ауто-пута Игњација.
Клима у оркугу Трикала је оштрија варијанта средоземне климе, да би на већим висинама прешла у планинску.

## Историја
У доба антике ова област је била постала значајна после освајања од стране античке Македоније. У каснијим епохама долази владавина Римљана, затим Византинаца и на крају Османлија. Иако су месни Грци били веома активни током Грчког устанка 1821. г, ово подручје поново постало део савремене Грчке тек 1881. г. 1947. године префектура Трикала је успостављена у данас непромењеним границама. некадашња префектура, а данас округ, је протеклих деценија била осавремењена.

## Становништво
По последњим проценама из 2005. године округ Трикала је имао око 140.000 становника, од чега око 40% живи у седишту округа, граду Трикали.
Етнички састав: Главно становништво округа су Грци. Последњих година овде се населио и омањи број насељеника из целог света.
Густина насељености је нешто око 40 ст./км2, што је двоструко мање од просека Грчке (око 80 ст./км2). Равничарски део на југу и истоку је много боље насељен него планинско залеђе на северу и западу.

## Управна подела и насеља
Округ Трикала се дели на 4 општине:
1. Каламбака
2. Пили
3. Трикала
4. Фаркадона

Трикала је седиште округа и највеће градско насеље, а други већи град (> 10.000 ст.) у округу је Каламбака.

## Привреда
Округ Трикала, као и цела Тесалија, познат је пољопривредни крај по узгоју жита, воћа и поврћа, стоке. Индустрија се почела развијати током протеклих стотинак година и данас је то претежно лака индустрија. Месну привреду допуњује и развијен туризам, већим делом ослоњен на ходочашће у Метеоре, који се налазе у средишњем делу округа.